# A Nightmare on Elm Street
A Nightmare on Elm Street (bra: A Hora do Pesadelo; prt: Pesadelo em Elm Street) é um filme estadunidense de 1984, do gênero terror, dirigido e escrito por Wes Craven, e o primeiro filme da franquia A Nightmare on Elm Street. O filme apresenta John Saxon, Heather Langenkamp, Ronee Blakley, Amanda Wyss, Jsu Garcia, Robert Englund e Johnny Depp, em sua estreia no cinema. A história se passa na cidade fictícia de Springwood, Ohio, e o enredo gira em torno de um grupo de jovens que são aterrorizados em seus pesadelos pelo fantasma de um psicopata assassino de crianças chamado Freddy Krueger.
Wes Craven produziu A Nightmare on Elm Street com um orçamento estimado de apenas 1,8 milhão de dólares, investimento que o filme arrecadou na sua primeira semana de exibição nos cinemas. Ao todo, o filme conseguiu arrecadar 25,5 milhões de dólares nas bilheterias americanas. A Nightmare on Elm Street foi recebido com elogios críticos e passou a ter um impacto muito significativo sobre o gênero horror, gerando uma franquia que consiste em uma linha de sequências, uma série de televisão, uma passagem com sexta-feira 13, para além de vários outras obras de imitação; um remake do mesmo nome foi lançado em 2010.
O filme é creditado como a realização de muitos tropos encontrados em filmes de terror de baixo orçamento dos anos 1970 e 1980, originários do diretor John Carpenter, filme de terror de 1978 Halloween, incluindo o jogo de moralidade que gira em torno promiscuidade sexual em adolescentes, resultando em sua morte eventual, levando ao termo "filme slasher". [6] [7] Críticos e historiadores do cinema afirmam que a premissa do filme é a luta para definir a distinção entre sonho e realidade, que se manifesta pela vida e os sonhos dos adolescentes no filme. [ 8] Os críticos hoje elogiam a capacidade do filme de transgredir "as fronteiras entre o imaginário e o real", [9] e brincar com as percepções das audiências.

## Elenco
- Heather Langenkamp como Nancy Thompson: Nancy é uma jovem inteligente que vem sendo atormentada por estranhos sonhos de um homem vestindo um sujo suéter verde e vermelho, mais tarde, revelado ser Freddy Krueger.
- Robert Englund como Freddy Krueger: Krueger é um assassino de crianças que matou, ao menos, vinte crianças uma década antes da data apresentada no filme. Furiosos, os pais das crianças, em busca de vingança, o queimaram vivo em uma caldeira que Freddy mantinha escondida em sua casa, após ter sido libertado da cadeia por questões técnicas. Agora, ele retorna do mundo dos mortos e parece estar manipulando, por vingança, o sonhos dos filhos daqueles que o mataram.
- John Saxon como Tenente Donald Thompson: Pai de Nancy e tenente da polícia local.
- Ronee Blakley como Marge Thompson: Mãe amorosa e alcoólatra de Nancy.
- Johnny Depp como Glen Lantz: é o namorado de Nancy, e também está tendo pesadelos, embora ele não reaja tão fortemente a eles como seus amigos e namorada.
- Amanda Wyss como Tina Gray: a melhor amiga de Nancy e, assim como seus amigos, está sendo traumatizada por Krueger em seus sonhos.
- Jsu Garcia como Rod Lane: músico, namorado de Tina, e acusado de assassinato.
- Joseph Whipp como Sargento Parker: membro da polícia local de Springwood.
- Joe Unger como Sargento Garcia: membro da polícia local de Springwood.
- Charles Fleischer como Dr. King: médico da clínica médica especializada em sono a quem Nancy procura para ajudá-la com seus pesadelos.
- Lin Shaye como: professor da escola local de Springwood, onde os jovens estudam.
- Mimi Craven como: enfermeira da clínica médica especializada em sono.
- Jack Shea como Ministro.
- Ed Call como Sr. Lantz: Pai de Glen.
- Sandy Lipton como Sra. Lantz: Mãe de Glen.

## Produção

### Origens e desenvolvimento
A Nightmare on Elm Street pode ter tido origem na infância do diretor Wes Craven. A ideia básica do filme foi inspirada em vários artigos de jornal publicados no LA Times onde os filhos de um grupo de refugiados cambojanos, depois de se refugiarem nos Estados Unidos fugindo do regime político do Khmer Vermelho passaram a ter pesadelos horríveis chegando ao ponto de se recusarem a dormir. Seguindo ordens médicas os pais destas crianças as encorajaram a dormir, contudo, cada uma delas morreu durante o sono, após um novo pesadelo, as autoridades médicas, na época, noticiaram o fato denominando-o como Síndrome da Morte Súbita Asiática. Aliado a este fato, em uma noite durante a infância de Craven, ele viu, através da janela de sua casa, um homem velho andando do lado de fora que parou e o encarou, para em seguida ir embora caminhando, esse acontecimento deixou Craven muito assustado e serviu de inspiração para a criação de Krueger.
Craven também declarou que estudos sobre religiões orientais o auxiliaram a construir o conceito geral do filme. Outras fontes atribuem que a inspiração para o filme veio de um projeto cinematográfico feito por um estudante de Craven da Clarkson University em 1968. O filme do estudante parodiava filmes de terror contemporâneos e foi gravado na Rua Elm (Elm Street) em Postdam, Nova Iorque.
Wes Craven começou a escrever o roteiro de A Nightmare on Elm Street em meados de 1981, após ele ter concluído a produção de Swamp Thing (Monstro do Pântano no Brasil). Ele apresentou o roteiro para vários estúdios, mas todos o rejeitaram por diversas razões diferentes. Curiosamente, o primeiro estúdio que demonstrou interesse pelo projeto foram os Estúdios Disney, todavia, eles queriam que Craven suavizasse o conteúdo para tornar o filme adequado para crianças e adolescentes. Craven rejeitou a proposta. Outra proposta para gravação veio da Paramount Pictures, entretanto acabou desistindo do projeto pela similaridade que este tinha com Dreamscape, o filme que o estúdio estava produzindo no momento.
Finalmente o, na época, inexperiente e independente New Line Cinema — que até então somente vinha distribuindo filmes ao invés de produzir os seus próprios — aprovou e iniciou o projeto de Craven.

### Filmagens
O endereço fictício da casa que aparece no filme é Rua Elm (Elm Street), 1428. A casa onde ocorreram as gravações é uma propriedade particular localizada em Los Angeles, Califórnia na Avenida North Genesee (North Genesee Avenue), 1428.
Durante as gravações foram usados, aproximadamente, 500 galões de sangue falso para a produção dos efeitos especiais. Para a gravação das cenas da morte de Glen e Tina, os produtores usaram um set rotativo, onde todo o set foi posicionado de ponta cabeça com a câmera permanecendo em sua posição normal, causando o efeito de que o quarto permanecia em sua posição natural. Para a cena do gêiser de sangue, os produtores usaram água vermelha, pois o sangue cinematográfico, normalmente utilizado na produção, não produzia o efeito de gêiser desejado.
A cena em que Nancy é atacada por Krueger dentro de sua banheira foi realizada com uma banheira especial sem fundo. A banheira foi colocada em um banheiro construído sobre uma piscina. Durante a seqüência subaquática Heather Langenkamp foi substituída pela dublê Christina Johnson que também é casada com o responsável pelos efeitos sonoros, Charles Belardinelli. E a cena da escada, onde os degraus afundam como areia movediça, foi realizada utilizando massa para panqueca.
A ideia original de Wes Craven era ter um final mais evocativo com Nancy derrotando Krueger parando de acreditar nele e, conseguindo acordar para descobrir que tudo o que aconteceu no filme foi um longo pesadelo. Entretanto, o chefe da New Line solicitou uma mudança no final, onde Krueger desaparece, aparentemente derrotado, sugerindo que todo o filme tinha sido um sonho de Nancy, para os espectadores descobrirem que o que estão vendo é um sonho dentro de um sonho, onde Freddy reaparece na forma de um carro e "sequestra" Nancy, seguido pela aparição de Freddy através da janela da porta frontal da casa e puxando a mãe de Nancy para dentro. Os dois finais foram gravados, mas na versão oficial foi usando apenas o final sugerido pelo chefe da New Line, em conseqüência disto, Craven (que nunca quis que o filme virasse uma franquia) não esteve ligado à primeira sequência: A Nightmare on Elm Street 2: Freddy's Revenge, de 1985.

### Sobre o elenco
O elenco de A Nightmare on Elm Street incluiu vários atores veteranos como Robert Englund e John Saxon, bem como vários jovens aspirantes a ator como Johnny Depp e Heather Langenkamp. O baixo orçamento foi um dos motivos na redução do número de atores conhecidos que Craven poderia contratar e a maioria dos atores contratados recebeu um cachê muito pequeno para atuarem no filme.Craven anunciou que queria uma atriz que não fosse muito conhecida no meio cinematográfico para viver o papel de Nancy e durante os testes acreditou que Langenkamp se encaixava perfeitamente no que ele queria.
De acordo com Craven, Englund não foi a primeira escolha para o papel de Fred Krueger; eles inicialmente queriam um dublê para interpretar o personagem.
Lin Shaye, que interpreta uma professora neste filme, é irmã do produtor da New Line Robert Shaye. Mimi-Meyer Craven, a enfermeira que aparece no filme é ex-esposa do diretor Wes Craven.

### Música
Charles Bernstein foi responsável pela trilha sonora do filme e recebeu boas críticas a respeito do seu trabalho. Em A Nightmare on Elm Street Bernstein abstêm-se de abordagens orquestrais tradicionais e emprega sintetizadores e vários efeitos sonoros para transmitir ao telespectador todo o horror dos pesadelos suburbanos idealizados por Craven.
- Faixas[17]

| #   | Título                      | Duração |
| --- | --------------------------- | ------- |
| 1.  | "Prologue"                  | 0:33    |
| 2.  | "Main Title"                | 3:32    |
| 3.  | "Laying the Traps"          | 2:06    |
| 4.  | "Dream Attack"              | 1:20    |
| 5.  | "Rod Hanged/Night Stalking" | 4:44    |
| 6.  | "Jail Cell"                 | 1:13    |
| 7.  | "Confrontation"             | 1:41    |
| 8.  | "Sleep Clinic"              | 2:25    |
| 9.  | "Terror in the Tub"         | 0:59    |
| 10. | "No Escape"                 | 2:15    |
| 11. | "School Horror/Stay Awake"  | 4:02    |
| 12. | "Lurking"                   | 1:02    |
| 13. | "Telephone Terror"          | 1:08    |
| 14. | "Fountain of Blood"         | 1:03    |
| 15. | "Evil Freddy"               | 0:50    |
| 16. | "Final Search"              | 3:58    |
| 17. | "Run Nancy"                 | 1:04    |

## Críticas
Desde seu lançamento, em 1984, a crítica especializada tem elogiado o filme, principalmente pelo pioneirismo e habilidade na quebra das barreiras entre o real e o imaginário, brincando com as percepções do espectador.
No site americano Rotten Tomatoes, especializado em críticas, A Nightmare On Elm Street teve 94% de aprovação baseado em 33 críticas. Em novembro de 2009, no site brasileiro E-Pipoca, o filme estava cotado com 9.2 pontos, baseado em 347 votos, em uma escala de 0 a 10 pontos.
No programa especial de 4 horas, Os 100 Momentos Mais Assustadores do Cinema, do canal americano Bravo, que selecionou os 100 filmes mais assustadores de todos os tempos, A Nightmare On Elm Street ficou colocado na 17ª posição.

## Lançamento em mídias domésticas
A PlayArte, responsável por lançar a coleção no Brasil, não lançou as legendas desses comentários extras. No Brasil, o personagem Freddy Krueger foi dublado pelo ator e dublador Isaac Bardavid.

## Sequências
- A Nightmare on Elm Street 2: Freddy's Revenge - A Hora do Pesadelo 2: A Vingança de Freddy (1985).
- A Nightmare on Elm Street 3: Dream Warriors - A Hora do Pesadelo 3: Guerreiros dos Sonhos (1987).
- A Nightmare on Elm Street 4: The Dream Master - A Hora do Pesadelo 4: Mestre dos Sonhos (1988).
- A Nightmare on Elm Street 5: The Dream Child - A Hora do Pesadelo 5(1989).
- Freddy's Dead: The Final Nightmare - Pesadelo Final: A Morte de Freddy (1991).
- Wes Craven's New Nightmare - O Novo Pesadelo (1994).
- Freddy vs. Jason (2003).
- A Nightmare on Elm Street: Wes Craven's New Nightmare - A Hora do Pesadelo - O Novo Pesadelo, O Retorno de Freddy Krueger (2010).

## Leituras complementares
- Badley, Linda. Film, Horror, and the Body Fantastic. Westport, Conn.: Greenwood Press, 1995. ISBN 0-313-27523-8.
- Baird, Robert. "The Startle Effect: Implications for Spectator Cognition and Media Theory." Film Quarterly 53 (No. 3, Spring 2000): pp. 12 – 24.
- Carroll, Noël. "The Nature of Horror." Journal of Aesthetics and Art Criticism 46 (No. 1, Autumn 1987): pp. 51 – 59.
- Cumbow, Robert C. Order in the Universe: The Films of John Carpenter. 2nd ed., Lanham, Md.: Scarcrow Press, 2000. ISBN 0-8108-3719-6.
- Johnson, Kenneth. "The Point of View of the Wandering Camera." Cinema Journal 32 (No. 2, Winter 1993): pp. 49 – 56.
- King, Stephen. Danse Macabre. New York: Berkley Books, 1981. ISBN 0-425-10433-8.
- Prince, Stephen, ed. The Horror Film. New Brunswick, N.J.: Rutgers University Press, 2004. ISBN 0-8135-3363-5.
- Schneider, Steven Jay, ed. Horror Film and Psychoanalysis: Freud's Worst Nightmare. Cambridge: Cambridge University Press, 2004. ISBN 0-521-82521-0.
- Williams, Tony. Hearths of Darkness: The Family in the American Horror Film. Rutherford, N.J.: Fairleigh Dickinson University Press, 1996. ISBN 0-8386-3564-4.